# Comtat de Mantes
El comtat de Mantes fou una jurisdicció feudal de França centrada a Mantes (després Mantes-Gassicourt i actualment Mantes-la-Jolie). El castell de Mantes defensava el Vexin francès contra els normands.
El primer comte que s'anomena de Mantes fou Gautier el Blanc, Gautier II d'Amiens, Valois i Vexin, fill de Gautier I d'Amiens, Valois i Vexin i d'una de les seves dues dones (Eva o Adela). Gautier el Blanc vivia vers el 975 quan va subscriure una carta de restitució de propietats feta per "Hugo Francorum dux" de l'abadia de Saint-Jean a la de la Santa Creu d'Orléans; apareix també a cartes del 987 (confirmació de privilegis al monestir de Corvey). Va succeir al seu pare en aquesta data i fou comte d'Amiens, Valois, Vexin i Mantes; apareix com a comte de Mantes en una donació del 1006. Va morir després del 1017. Casat amb Adela va tenir tres fills (Raül, Dreux, Folc i una filla).
A Valois el va succeir Raül (III) i a Mantes, Vexin i Amiens el segon fill Dreux (Droconis) el qual apareix en una donació sense data a "Sancti Petri Gismoensis". Va anar amb Robert I de Normandia (1027-1035) a Jerusalem i va morir pel camí el 13 d'agost de 1035 i segons Oderic Vitalis a la seva mort el Vexin fou incorporat per França però degué ser només una part o retornat al seu hereu el fill Gautier III, ja que aquest fou comte de Vexin, Mantes i Amiens. Es va casar amb Goda d'Anglaterra filla d'Etelred l'Indecís (Etelred II) la qual va haver d'exiliar-se a Normandia el 1013 i després de la mort del seu marit es va casar (1036) amb el comte Eustaqui II de Boulogne. Va tenir tres fills: Gautier III, Folc i Ralf (Raül). Folc fou bisbe d'Amiens i Ralf comte de Hereford (mort el 21 de desembre de 1057). Gautier va succeir com a comte de Mantes, Vexin i Amiens.
Gautier (nascut vers 1030/1031) va succeir al seu pare el 1035. Apareix en algunes donacions el febrer de 1055 i 22 de gener de 1060. El 1062 va reclamar el comtat del Maine per dret de la seva muller Biota del Maine, filla d'Heribert I Despertagos i fou comte durant uns mesos però fou derrotat per Guillem de Normandia el 1063 i fou capturat sent empresonat i morint enverinat a Falaise el 2 d'agost de 1063. La successió va passar al seu cosí Raül IV de Valois, fill de Raül III (germà de Dreux). El títol va quedar difuminat dins els diversos títols de la nissaga

## Llista de comtes de Mantes
- Gautier el Blanc I de Mantes i II de Vexin, Amiens, i Valois, vers 1005-1017
- Dreux o Drogó 1017-1035 (conte d'Amiens i Vexin)
- Gautier II de Mantes i III de Vexin i Amiens